# Ludwig Krysta
Ludwig Krysta (též Krista) (* 7. prosince 1877 Lipowiec – † za druhé světové války) byl esperantista působící v Československu.
Roku 1931 založil Regiona Esperanto-Ligo v Českém Těšíně.

## Dílo
- Marionetaj ludoj (Katovice, 1931)
- La senvola svatanto (Katovice, 1931)
- Pri la prononcado en Esperanto (Katovice, 1931)